# Tiefe Vehn
Die Tiefe Vehn ist ein Naturschutzgebiet in der niedersächsischen Gemeinde Lähden in der Samtgemeinde Herzlake im Landkreis Emsland.
Das Naturschutzgebiet mit dem Kennzeichen NSG WE 167 ist 23 Hektar groß. Das aus zwei Teilen bestehende Schutzgebiet liegt westlich von Holte-Lastrup. Es stellt ein Kleinstmoor innerhalb einer mit Kiefern bewachsenen Grundmoränenlandschaft unter Schutz.
In der Umgebung des westlichen Teils des Naturschutzgebietes befinden sich mehrere Hügelgräber.
Das Gebiet steht seit dem 22. Februar 1986 unter Naturschutz. Zuständige untere Naturschutzbehörde ist der Landkreis Emsland.